# Психопатологија опажања
Психопатологија опажања представља неистинито сазнање, поремећаје опажања, односно групу поремећаја психичке функције опажања.
По Владимиру Десимировићу перцепција или опажање је психичка функција која се састоји из прве фазе - стварање осећаја, и друге фазе - стварање опажаја, а коначни смисао овог процеса је непосредно сазнање спољног света и свог сопственог бића. Боривоје М. Радојчић додаје, да опажање даје смисао осећајима насталим дражењем чула, односно, њих тело повезује са нашим ранијим искуством, омогућавајући, на тај начин, да се ови прераде и протумаче и контексту актуелне стварности.Да би се процес опажања добро разумео потребно је правити разлику између осећаја (је чист, непосредан, сиров чулни податак, који настаје као резултат дејства дражи на чулне органе)и опажаја (придодавање извесног знања и значења простим чулним подацима).. Свака драж представља неки облик енергије који се у рецептору чула претвара у нервни импулс. Када усходним путевима тај импулс дође до великог мозга, за свако чуло одговарајуће примарно сензорне зоне, у кортикалним неуронима настаје промена која се ментално одражава као осећај. Међутим разумевање значаја осећања могуће је тек када се овај асоцира са претходним знањем, искуством, за шта су задужени секундарни кортикални ареали. На тај начин настаје опажај, који је у ствари сложени психички феномен, јер у себи садржи емоционалну боју, субјективни однос према приспелој сензацији, као и известан аспект когнитивне обраде (у пракси се различите психичке функције синхронизовано одвијају и допуњују, као што то видимо и у овом случају). Из досад реченог закључујемо да су предуслови за нормално опажање: постојање извора информација, исправно функционисање чула, чулних путева и мозга.

## Физиологија перцепције
Физиологија перцепције се усредсређује на улогу анализатора (чула, одговарајућих нервних путева и централних церебралних структура) у систематској организацији понашања, бави се структурално функционалном организацијом самих анализатора, њиховим организмима саморегулације, посебностима функционисања анализатора вида, слуха и равнотеже, тактилног, ноцицептивног, анализатора мириса и укуса и другим питањима од значаја.
У физиолошким оквирима многи фактори утичу на адекватност перцепције:
1. Урођене наслеђене способности: нпр. код врло мале деце и новорођених постоје осећаји дубине и удаљености.
2. Искуство, учење, игра велику улогу: док температура ваздуха од 31 °C за Скандинавце значи велику врућину, за становнике Арабије представља освежење. Такође, нагло повећање слике аутомобила на мрежњачи ока, за нас не представља информацију да кола расту, већ да се приближавају.
3. Целокупност ситуације и контекст посматраног предмета могу изменити перцепцију због чега нам се (1.слика лево) линија "А" чини краћом од осталих, док нам се чини да је линија "Б" најдужа.
4. Однос опаженог објекта и околине утиче на начин доживљавања опажаног предмета (на оно што видимо, чујемо, додирујемо, и сл.). Пример бр. 1, (2. слика лево) су такозване двојне фигуре, где упркос томе што је драж иста, ми на тренутке видимо кров са равном површином окренутом нагоре, а затим опажамо тацну или рам са равном површином надоле. У примеру бр. 2 видимо непомичне кругове, који загледавањем у њих, крећу да се ротирају. (слика лево).
5. Селективни карактер перцепције, механизам логичног комплетирања и утицај личних ставова, жеља, и предрасуда може значајно да компромитује веродостојност опаженог: некада опажамо један детаљ, на уштрб другог детаља; недовољно јасну и разумљиву ситуацију још у току саме перцепције преобличавамо у складу са властитом логиком и представом; уплићемо личне ставове, преференције или предрасуде због којих "видимо само оно што желимо да видимо, а што није по нашој мери и укусу - то и не видимо". Разне примере наведеног можемо наћи унутар форензичке психологије.[9][10][11][8]

## Поремећаји опажања

### Агнозије
Агнозије су последица оштећења или актуелне недоступности постојећих енграма. Агнозије карактерише очуваности чулних органа, али због органског оштећења (лезија) психосензитивних центара у кори великог мозга, онемогућено је препознавање опаженог, јер изостаје повезивање осећаја са искуством. Актуелно осећање особа не може да повеже са претходним искуством, па се добијена информација своди само на осећај. Настали проблем опажања особа покушава да компензује употребом дугих чула. Пример оптичке агнозије (оштећење психовизуелног центра у кори великог мозга): чулом вида се не препознаје пас (иако пацијент запажа детаље, као што су: четвороножац, умиљат, има реп и сл.), али се препознаје лавеж пса, преко очуваних депонованих енграма у зони чула, па је на крају објект исправно опажан. Други пример визуелних агнозија би био:добијену лопту пацијент описује као круг са тамним и светлим пољима, али је препознаје тек када је узме у руке. У случају хаптичке агнозије, особа при затвореним очима опипавајући лопту исту описује као округли предмет одређене чврстоће и рељефа, међутим није у стању да је именује само на основу чула додира, већ тек пошто је види. Поред видних и тактилних, агнозије још могу бити у области чула слуха (аудативна агнозија), мириса (олфактивна), укуса (густативна), аносогнозије (непрепознавање властитог дефекта болести), аутотопагнозије (неспособност да се одреди место сопственог тела или његових делова у простору) и просопагнозије (поремећај у препознавању лица, обично праћен параноидном обрадом).

### Илузије
Илузије су поремећаји опажања настали погрешном интерпретацијом постојећих дражи. Предмет опажања, драж, за разлику, од халуцинација постоји, али се осећај (физиолошки процес) на нивоу његове психичке обраде, трансформише или комбинује са фантазмима у погрешно опажане објекте стварности. Могу настати услед непажње (приликом читања-гутање слова), под дејством афекта (привиђање објеката услед страха, нпр. опажање извора светлуцања на трулим пањевима у шуми као очију неке звери или човека), а посебна врста илузија јесу пареидолије (појава када под дејством маште субјект у облацима, пукотинама на зиду, препознаје ликове, фигуре и читаве сцене). Илузије су могуће у области свих чула. Илузије се срећу и код психички здравих особа, али их запажамо и у случајевима акутних интоксикационих стања, као и код делирантних, сумрачних и других психотичних стања.

### Халуцинације
Халуцинације су беспредметна опажања, опажаји без присуства одговарајуће дражи. Самим тим не постоји основа за физиолошки (осећај), нити за психолошки процес (опажај). Један број душевних болесника ипак "види" (у оквиру делиријума, сумрачних и др. психотичних стања) елементарне феномене (светлост, светлуцање, варнице), формиране облике (ситне животиње, фигуре и сл, понекад у претећем контексту) или сложена збивања, "чује" шумове, пуцкетање, гласове или реченице и дијалоге (најчешће претеће, ређе угодне), описује их или се понаша сходно "опаженим" садржајима. Халуцинаторна искуства имају живост, телесност, реалност и субјект који их доживљава односи се према њима као према нечему стварно присутном. Болесник некада "добија" категорична наређења ("императивне халуцинације"). Он исказује страх, бежи или постаје агресиван (у самоодбрани) до хомоцидног или суицидног степена. У таквом случају психијатар констатује да болесник има позитиван суд реалности у односу на халуцинације. Способност схватања значаја дела и управљања поступцима у овим околностима је озбиљно доведена у питање. Халуцинације су могуће у области свих чула.

#### Оптичке халуцинације (видне)
Оптичке халуцинације се јављају најчешће код акутних психоза изазваних инфекцијом или интоксидацијом, као и код психотичних реакција ментално ретардираних. Могу бити елементарне у виду фотома (бљеска) или сложене, када попримају сценски карактер. Посебно се издвајају екстракампине (болесник халуцинира предмете бан свог видног поља), азтоскопске (халуцинаторно види властите органе, у сопственој утроби или ван ње) и негативне халуцинације (не види оно што се пред њим заиста налази и у шта гледа). Такође можемо издвојити и микрописије (умањење запажаних предмета), макрописије (предмети изгледају повећани) и порописије (предмети се доживљавају удаљено). Неки аутори у феномене халуцинаторних искустава, убрајају још и феномене "раније доживљено" (deja vu), и феномен "никада виђено" (jamais vu), мада се у оба случаја ради доводи у везу и укљученост нивоа физиолошке будности и памћења, поред перцепције.

#### Акустичне халуцинације (чуло слуха)
Испољавају се у елементарном облику као акозми (шум), или у сложеном, где пацијент чује гласове који му нешто говоре и наређују, прете, коментаришу и сл. Издвајамо изузетно непријатан феномен озвучења мисли, када болесник чује сопствене мисли изговорене туђим гласом (психичке халуцинације). Ова врста халуцинација карактеристична је за психотичне поремећаје хроничног тока, пре свега за схизофренију.

#### Вестибуларне халуцинације (статичке, кинестетичке)
Вестибуларне халуцинације су доживљаји покрета целог тела или појединих његових делова, у виду љуљања, падања, летења, окретања и сл. Неки пацијенти доживљавају рушење и обрушавање зидова, нешто слично као у правим земљотресима. Ови феномени се срећу код лезија осмог карнијалног нерва (n. statoacusticus s. vestibulocohlearis) и неких других структура централног нервног система. У пракси се иначе ретко виђају и обично су праћене астазијом и абразијом (функционална неспособност стајања или ходања).

#### Олфактивне (мирисне) халуцинације
Олфактивне (мирисне) халуцинације испољавају се као осећај чудног, најчешће непријатног, мириса који потиче из тела самог болесника или долази од "отрова којим покушавају да га отрују" (јавља се у случајевима параноидне схизофреније). Овакве психопатолошке манифестације понекад срећемо и код епилепсија и других органских обољења мазга (у случају дисфункције темпоралног режња пацијенту се причињава мирис гуме која гори).

#### Густативне халуцинације (чуло укуса)
Густативне халуцинације обично су повезане са мирисом и често су праћене суманутим идејама тровања код параноидних схизофреника, али се виђају и као жаришни симптом оштећења темпоралног режња мозга.

#### Тактилне (хапатичке) халуцинације
Тактилне халуцинације доживљавају се као мравињање, бодење, додиривање и друге сличне сензације по кожи. Често се код алкохолног делиријума (delirium tremens) када болесник има утисак како му ситни инсекти гмижу по телу, што је по правилу, праћено доживљајем великог страха. Такође интоксикација кокаином може довести до сличног типа халуцинација. Међутим тактилне или хапатичке халуцинације понекад можемо видети и код психотичних особа, које их готово увек, параноидно елаборишу (деловањем посебним зрацима, пољима физичких сила у сврху контроле).

#### Ценестетичке халуцинације
Ценестетичке халуцинације долазе из унутрашњости тела, односе се на бизарне доживљаје у вези са унутрашњим органима болесника. Пацијент има утисак да му неко чупа црева, вади сперму, електрише мозак, увртање срца и слично. Запажају се код схизофрених и тешких, психотичних форми депресије. У много блажем облику се јављају као претерано придавање пажње сензацијама из унутрашњих органа, виђају се код хипохондера који се усредсређују на рад свог срца, рад органа за варење, затегнутост мишића и слично.

## Психопатологија опажања и кривично право
Агнозије и алузије посебно немају посебан форензичко психијатријски значај, мада могу постати предмет вештачења у контексту склопа целокупног менталног стања. Халуцинаторни доживљаји, посебно у ситуацијама верификованог позитивног суда реалности у односу на доживљене садржаје, могу бити услов потпуне неурачунљивости.

## Психопатологија опажања и грађанско право
У досадашњој судско-психијатријској пракси, изоловани поремећаји опажања су ређе предмет вештачења у предметима пословне-радне способности.